# Isole Montebello
Le isole Montebello sono un gruppo di circa 180 (o più di 250, a seconda delle fonti) piccole isole disabitate, di cui solo circa 92 hanno un nome. Sono situate al largo della costa della regione di Pilbara, nell'Australia Occidentale e appartengono alla Local government area della città di Karratha. Le isole si trovano a nord-est di Barrow Island nelle acque dell'Oceano Indiano.
Le Montebello Islands formano un parco protetto gestito dal Department of Environment and Conservation dell'Australia Occidentale ed una riserva marina.

## Geografia
Le isole dell'arcipelago hanno una superficie complessiva di circa 22 km². Le isole più grandi, Hermite e Trimouille hanno aree rispettivamente di 10,22 km² e 5,22 km².
Isole maggiori:
| Isola      | Area (ha) | Coordinate             |
| ---------- | --------- | ---------------------- |
| Ah Chong   | 22        | 20°31′26″S 115°32′36″E |
| Alpha      | 118       | 20°24′35″S 115°31′21″E |
| Bluebell   | 65        | 20°23′50″S 115°31′14″E |
| Campbell   | 47        | 20°25′41″S 115°32′14″E |
| Crocus     | 41        | 20°25′18″S 115°31′31″E |
| Delta      | 38        | 20°26′33″S 115°32′53″E |
| Hermite    | 1022      | 20°28′00″S 115°31′29″E |
| North-West | 135       | 20°21′46″S 115°31′33″E |
| Primrose   | 41        | 20°22′15″S 115°30′58″E |
| Renewal    | 58        | 20°28′02″S 115°32′56″E |
| Trimouille | 522       | 20°23′41″S 115°33′50″E |

Gruppi di isole che non hanno singolarmente un nome:
| Gruppi                | Coordinate             |
| --------------------- | ---------------------- |
| Corkwood Islands      | 20°30′37″S 115°31′30″E |
| Fig Islands           | 20°30′06″S 115°33′32″E |
| Hakea Islands         | 20°27′08″S 115°36′23″E |
| Jarrah Islands        | 20°23′41″S 115°31′53″E |
| Jasmine Islands       | 20°23′12″S 115°32′00″E |
| Karri Islands         | 20°22′52″S 115°30′52″E |
| Marri Islands         | 20°23′02″S 115°31′25″E |
| Minnieritchie Islands | 20°28′04″S 115°34′31″E |
| Mulga Islands         | 20°30′40″S 115°31′19″E |
| Quandong Islands      | 20°27′06″S 115°34′50″E |

### Flora e fauna
Le parti rocciose delle isole sono dominate dalla Triodia, mentre le zone sabbiose sostengono Poacee, Cyperaceae e arbusti, principalmente specie di acacia. Macchie di mangrovie si trovano in particolare su Hermite Island. Il clima è caldo e arido con una piovosità media annuale di circa 320 mm.
Le isole sono state identificate da BirdLife International come Important Bird Area (IBA) perché supportano oltre l'1% delle popolazioni mondiali di sterna delle fate, sterna di Dougall e beccaccia di mare fuligginosa. Il beccapesci veloce nidifica irregolarmente, a volte in grande numero. Altre specie che nidificano sulle isole sono: il falco pescatore, l'aquila pescatrice panciabianca, la beccaccia di mare orientale, la sterna maggiore, la sterna dalle redini. Le isole supportano 12-15 coppie riproduttici di occhione maggiore australiano.
I gatti selvatici ed i ratti neri sono stati sradicati dalle isole, permettendo la reintroduzione del wallaby lepre rossiccio e del djoongari (specie in pericolo) in una
strategia di conservazione di queste specie minacciate.

## Storia
Si ritiene che le isole siano state occupate dalle popolazioni aborigene fino al 5000 a.C. quando un periodo di surriscaldamento globale, con conseguente innalzamento del livello del mare, distanziò le isole dal continente causandone l'abbandono.
Il 25 maggio 1622 la nave Tryal della Compagnia britannica delle Indie orientali si infranse contro una barriera corallina nei pressi dell'arcipelago.
Nicolas Baudin, che guidava una spedizione francese di esplorazione delle coste dell'Australia (1801-1802), intitolò le isole in onore di Jean Lannes duca di Montebello.

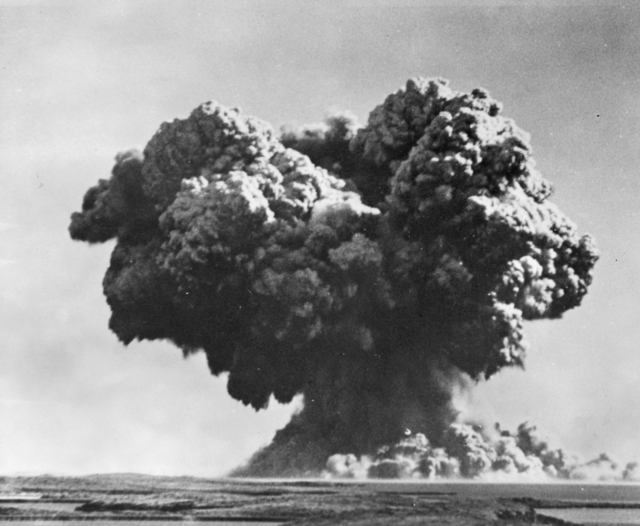
Il fungo atomico dell'operazione Hurricane.

Le isole furono teatro di tre test nucleari da parte dell'esercito britannico: uno nel 1952, denominato operazione Hurricane e, nel 1956, l'operazione Mosaic con le due esplosioni del 16 maggio (G1) e del 19 giugno (G2).